# Mogurnda adspersa
Mogurnda adspersa är en fiskart som först beskrevs av Castelnau, 1878.  Mogurnda adspersa ingår i släktet Mogurnda och familjen Eleotridae. Inga underarter finns listade i Catalogue of Life.